# Skambankt
Skambankt är ett norskt hårdrocksband från Klepp söder om Stavanger. Deras musik kan närmast beskrivas som en blandning av rock 'n' roll, punk och hårdrock. Alla deras texter är på norska. Bandet ska ha testat med texter på engelska, vilket dock inte kändes rätt enligt bandet själva.

## Biografi
När Close Distance ställde in sin konsert en dag år 1994 så bildades Skambankt första gången. Bandet fick fram nio låtar och hade sin allra första konsert samma kväll. Bandet höll dock inte länge och det spelades inte in några fullängdsalbum. Det skulle dröja ytterligare tio år innan bandet återförenades och började spela in ett album. Bandet har bland annat spelat på Roskildefestivalen 2005 och var under 2009 förband åt både D-A-D och AC/DC.
Skambankt tilldelades Spotifyprisen 2014 i klassen "Årets innovatør" för promoteringen av singeln "Voodoo" från albumet Sirene.

## Medlemmar
Nuvarande medlemmar
- Terje Winterstø Røthing ("Ted Winters") – sång, gitarr (1994–1995, 2004–)
- Tollak Friestad ("Don Fist") – basgitarr, bakgrundssång (1994–1995, 2004–)
- Hans Egil Løe Abelsnes ("Hans Panzer") – trummor (1994–1995), gitarr, bakgrundssång (2004–)
- Børge Henriksen ("Bones Wolsman") – trummor (2006–)

Tidigare medlemmar
- Tom-Erik Løe ("Tom Skalle") – trummor (2004–2006)

## Diskografi
Album
- 2004: Skambankt
- 2007: Eliksir
- 2009: Hardt Regn
- 2010: Søvnløs
- 2014: Sirene

EP
- 2005: Skamania

Singlar
- 2004: "Me sa nei!"
- 2005: "Skamania"
- 2004: "Kkk!" (med Prepple Houmb)
- 2009: "Slukk meg (for eg brenner)"
- 2009: "Malin"
- 2009: "O dessverre"
- 2010: "Mantra"
- 2014: "Voodoo"

Samlingsalbum
- 2010 – Tuba-årene 2004-2009